# U oluji (1952.)
U oluji, hrvatski dugometražni film iz 1952. godine.

## Radnja
Dalmatinsko mjestašce Planike 1940-ih godina. Mještanin Drago Martinović (Dragomir Felba), 
čiji je brat Jure nestao kao partizan te je proglašen mrtvim, vraća se nakon višegodišnjeg izbivanja te se nastoji skrasiti s Jurinom udovicom Rosom (Mia Oremović). Kao da im tuđa 
ogovaranja ne predstavljaju dovoljne probleme, u Planike dolaze kriminalac Vićenco (Antun Nalis) i njegova djevojka Kika (Dragica Malić). Vićenco otprije poznaje Dragu te ga 
ucjenjuje nekim grijesima iz prošlosti ne bi li ga uvukao u svoje poslove, što naposljetku ugrozi njegov odnos s Rosom... 

## Glavne uloge
- Mia Oremović- Rose Martinović
- Dragomir Felba- Drago Martinović
- Antun Nalis- Vićenco
- Dragica Malić- Kika